# 豐田普拉多
豐田普拉多又稱豐田霸道，是日本丰田汽车旗下的豐田陸地巡洋艦中的一款四轮驱动全尺寸轿车。豐田普拉多與豐田4Runner有許多相似之處，所以有些地方只有豐田4Runner而沒有豐田普拉多。